# Flaga Jordanii
Flaga Jordanii – symbol narodowy Jordanii, przyjęty 16 kwietnia 1928 roku, w postaci flagi o proporcjach 1:2. Flaga składa się z trzech pasów równej szerokości, w kolorach czarnym, białym i zielonym, licząc od góry, z klinem czerwonym o podstawie równej szerokości flagi. Na klinie znajduje się siedmioramienna biała gwiazda, która symbolizuje siedem wersetów Al-Fatiha (sury otwierającej Koran). Cztery kolory symbolizują ruch panarabski, a sama flaga wywodzi się z flagi panarabskiej z 1917 roku, używanej przez arabskich powstańców przeciw panowaniu tureckiemu.